# National (Rose Bros.)

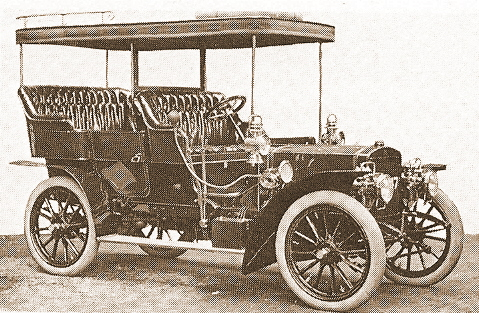
National Tonneau mit Surrey Top (1906)

National war eine britische Automobilmarke, die von 1902 bis 1912 von Rose Bros. in Gainsborough (Lincolnshire) gefertigt wurde.
1902 wurde der National 10/12 hp vorgestellt, ein Modell mit Zweizylinder-Reihenmotor, von dem keine weiteren Daten bekannt sind.
Ihm zur Seite wurde der größere National 18/22 hp gestellt, der einen Dreizylinder-Reihenmotor mit 3,7 Liter Hubraum besaß. Dieser offene Tourenwagen war mit Fahrgestellen in den Radständen 2692 mm und 2870 mm erhältlich. Beide Modelle hatten Kardanantrieb.
1906 erschien der National 20/24 hp. Er besaß einen Reihenvierzylindermotor mit 4,9 Liter Hubraum und einen Radstand von 2896 mm.
Von 1906 bis 1912 wurde der National 28/32 hp gebaut, ein großer Tourenwagen, ebenfalls mit Vierzylinderaggregat, aber mit einem Hubraum von 6,3 Liter. Auch er besaß 2896 mm Radstand.
Spitzenmodell war der National 40/45 hp von 1907. Sein Sechszylinder-Reihenmotor hatte 9,4 Liter Hubraum und sein Radstand betrug, wie bei den anderen großen National, 2896 mm.
Die sehr konventionellen Fahrzeuge waren für ihre gute Qualität bekannt. 1912 aber wurde die Fertigung auch des letzten Modells eingestellt.

## Modelle
| Modell   | Bauzeitraum | Zylinder | Hubraum  | Radstand     |
| -------- | ----------- | -------- | -------- | ------------ |
| 10/12 hp | 1902–1905   | 2 Reihe  |          |              |
| 18/22 hp | 1902–1905   | 3 Reihe  | 3655 cm³ | 2692–2870 mm |
| 20/24 hp | 1906        | 4 Reihe  | 4873 cm³ | 2896 mm      |
| 28/32 hp | 1906–1912   | 4 Reihe  | 6333 cm³ | 2896 mm      |
| 40/45 hp | 1907        | 6 Reihe  | 9440 cm³ | 2896 mm      |